# Anagyrus abdulrassouli
Anagyrus abdulrassouli är en stekelart som beskrevs av Myartseva, Sugonjaev och Trjapitzin 1982. Anagyrus abdulrassouli ingår i släktet Anagyrus och familjen sköldlussteklar.
Artens utbredningsområde är Irak. Inga underarter finns listade i Catalogue of Life.